# Nisaga simplex
Nisaga simplex är en fjärilsart som beskrevs av Walker 1855. Nisaga simplex ingår i släktet Nisaga och familjen Eupterotidae. Inga underarter finns listade i Catalogue of Life.